# ساناواردو

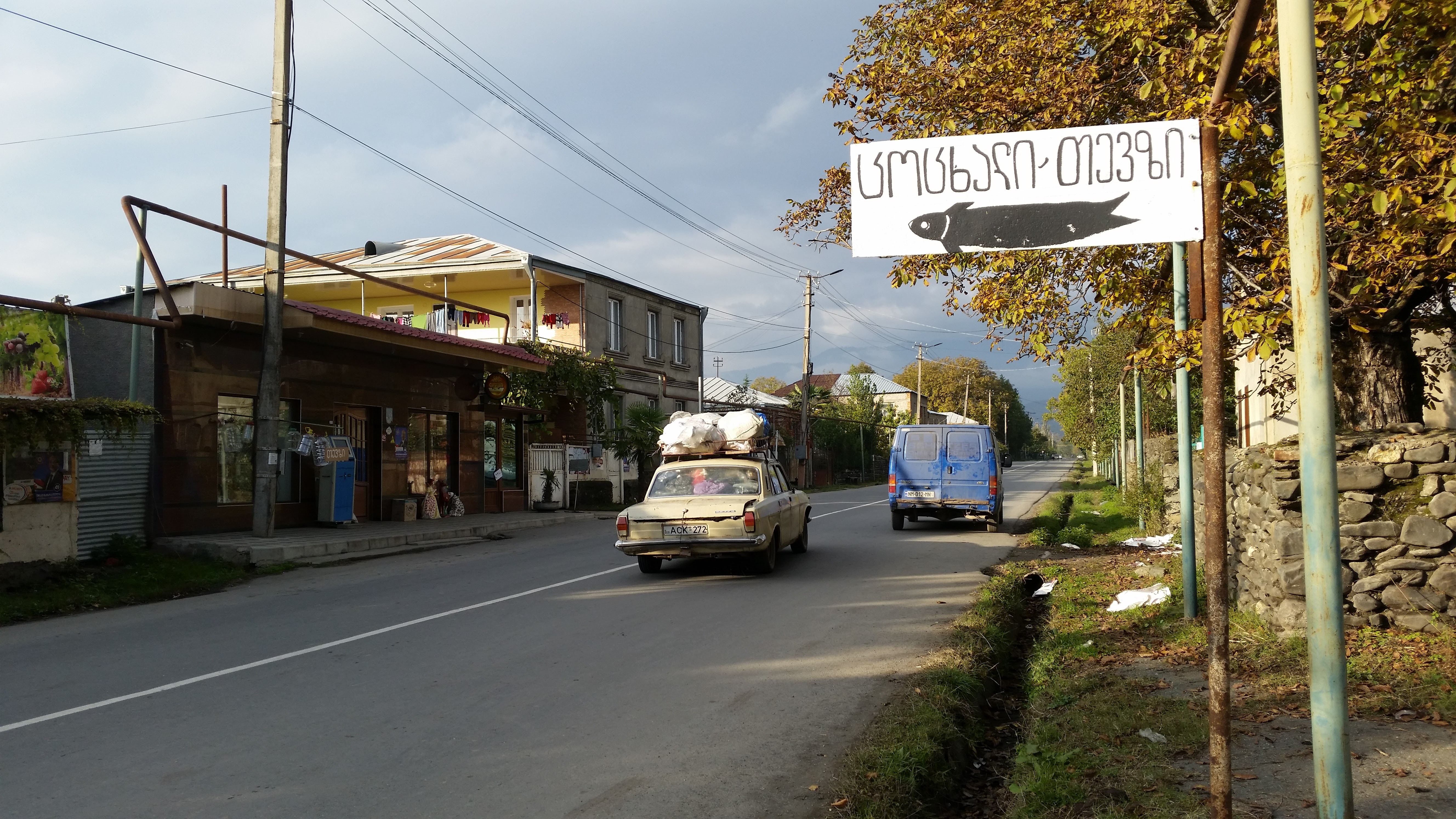
نمایی از ساناواردو در سال ۲۰۱۶

ساناواردو یک روستا در گرجستان است که در استان کاختی واقع شده است. این روستا در فاصله ۵۳ کیلومتری شرق تفلیس پایتخت این کشور قرار گرفته است. درآمد بیشتر مردم این روستا از راه شراب‌سازی و برداشت میوه است. در این روستا سه مغازه کوچک برای تامین کالاهای اساسی وجود دارد.